# 一刀流
一刀流，日本古劍道流派，源自於日本戰國時代末期的鐘捲流，創始者為伊藤一刀齋。其弟子小野忠明，曾任德川將軍家劍術指南役，此派因此而興盛。
一刀流這個名稱，是在伊藤一刀齋死後才定名。

## 衍生流派
- 唯心一刀流
  - 正木一刀流
  - 竹內一刀流
- 伊藤派一刀流
  - 溝口派一刀流
  - 甲源一刀流
- 小野派一刀流
  - 梶派一刀流
  - 中西派一刀流
  - 北辰一刀流
  - 一刀正伝無刀流